# Abdulchakim Issakowitsch Ismailow
Abdulchakim Issakowitsch Ismailow (russisch Абдулхаким Исакович Исмаилов; * 1. Juli 1916 in Chagarotar, heute Rajon Chassawjurt; † 16. Februar 2010 in Chassawjurt, Dagestan, Russland) war ein sowjetischer Soldat.
Ismailow, ethnischer Kumyke, wurde 1939 Soldat der Roten Armee. Er war an der Schlacht von Stalingrad 1942/43 beteiligt, wie auch an der Schlacht um Berlin in den letzten Kriegstagen. Auf Jewgeni Chaldejs inszenierten Fotos der Serie Auf dem Berliner Reichstag, 2. Mai 1945 war Ismailow neben Alexei Kowaljow und Leonid Goritschew einer der drei Rotarmisten, die 1945 zum Ende des Zweiten Weltkriegs auf dem Reichstag in Berlin in einer nachgestellten Szene die sowjetische Flagge hissten. Der Vorgang wurde von offiziellen sowjetischen Stellen auf Anweisung Josef Stalins aber dem Georgier Meliton Kantaria sowie den russischen Soldaten Michail Jegorow und Konstantin Samsonow zugeschrieben. Beim Tod Michail Petrowitsch Minins im Januar 2008 wurde bekannt, dass Minin, Rachimschan Koschkarbajew und weitere Soldaten bereits am Abend des 30. April 1945 eine Sowjetflagge auf dem Reichstag gehisst hatten. Auch andere Soldaten brachten in den beiden Tagen danach weitere Flaggen auf dem Gebäude an. Da diese Vorgänge aber nicht durch Fotos dokumentiert wurden, wurde das Hissen durch Chaldej am 2. Mai noch einmal neu in Szene gesetzt.
Ismailow wurde erst am 19. Februar 2006 als Held der Russischen Föderation (Medaille Nr. 253) ausgezeichnet. Außerdem war er Träger des Rotbannerordens (zweifach), des Orden des Vaterländischen Krieges I. Klasse, des Ruhmesordens III. Klasse und weiterer Auszeichnungen.